# Tube (musique)
Pour les articles homonymes, voir Tube, Hit et Succès.
Un tube est un terme familier qui désigne, principalement dans le domaine de la musique populaire, une chanson ou un morceau de musique ayant obtenu un grand succès. Les termes « succès » ou encore l'anglicisme « hit » ont la même signification.

## Histoire

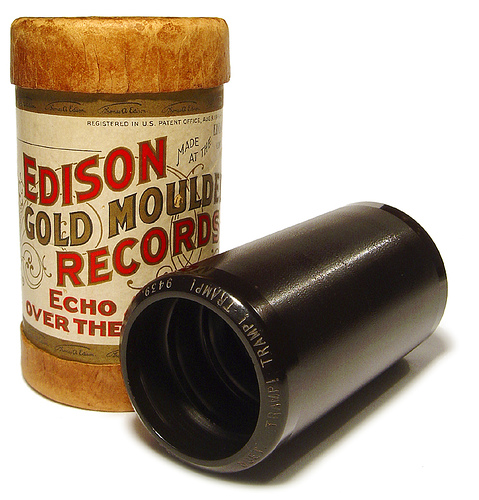
Un enregistrement sur cylindre Edison.

À l'origine, le terme « tube » vient du cylindre rotatif sur lequel étaient enregistrés les morceaux populaires à l'aide d'un phonographe.
L'usage du mot « tube » pour désigner une chanson à succès aurait été lancé par Boris Vian, alors directeur artistique chez Philips, au milieu des années 1950,. Pour désigner un succès dans les variétés, les gens du métier employaient le mot « saucisson », et, alors qu'il était directeur artistique chez Philips en 1957, Vian aurait commencé à lui substituer le mot « tube », allusion à une chanson à succès dont les paroles seraient creuses comme un tube. Boris Vian emploie le terme à deux reprises dans son livre En avant la zizique… et par ici les gros sous publié en septembre 1958.
Certains tubes lancent durablement des artistes (comme Sultans of Swing de Dire Straits, par exemple). D'autres représentent des succès sans lendemain (Chacun fait (c'qui lui plaît) du duo français Chagrin d'amour, ou la chanson À cause des garçons du duo éponyme, etc.). En anglais, le terme « one-hit wonder » désigne ces succès sans lendemain.
La recherche du tube de l'été, associé généralement à un clip et une danse, est devenue un enjeu commercial pour les médias et les produits de consommation festive (boisson, confiserie...) qui y associent leur image. Exemple : La Lambada de Kaoma et la boisson Orangina en 1989.

## Durée
L'industrie de la musique a standardisé la longueur de ce type de morceau à environ trois minutes. Initialement, cette durée était conditionnée par la limitation technique des disques 78 puis 45 tours, mais elle reste généralement un standard de l'industrie de la musique encore aujourd'hui.